# آدریان رلاند

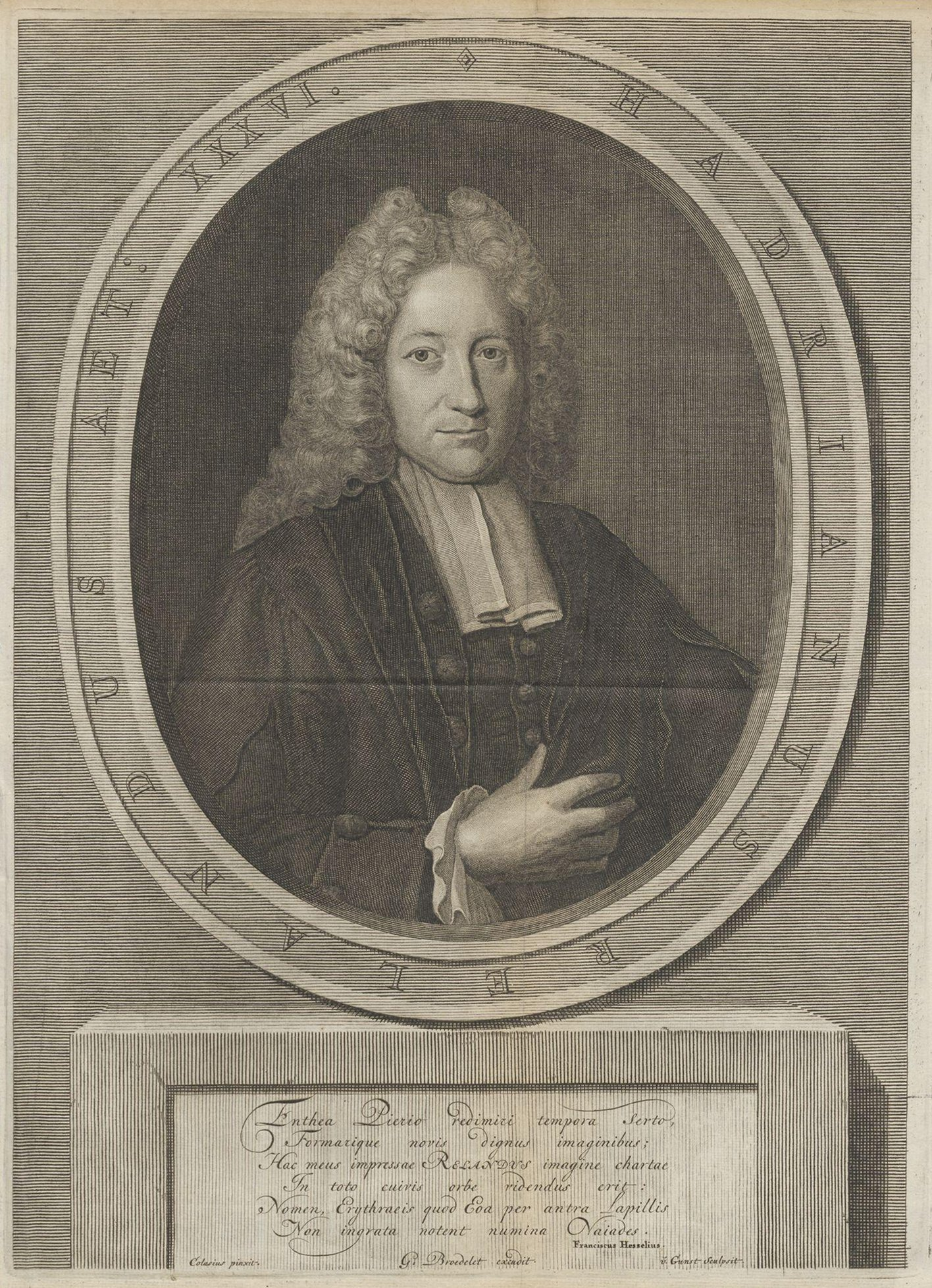
آدریان رلاند ۱۷۱۸ – ۱۶۷۶

آدریان رلاند (زاده ۱۷ ژوئیه ۱۶۷۶ در دی‌ریپ هلند شمالی – مرگ ۵ فوریه ۱۷۱۸ در اوترخت) خاورشناس، نقشه‌‌نگار و واژه‌شناس برجسته هلندی بود. با وجود اینکه او هرگز هلند را ترک نکرد، کمک‌های قابل توجهی به زبان‌شناسی و نقشه‌برداری خاورمیانه و آسیا از جمله ایران، ژاپن و سرزمین‌های مقدس کرد. او همچنین با نام آدریان ریلند، ریلانت و هادریانوس رلاندوس نیز شناخته می‌شود.

## اوایل زندگی
رلاند پسر یوهانس رلاند، کشیش پروتستان، و آگجه پرینس بود، که در دهکده کوچک «د ریجپ» در هلند شمالی زندگی می‌کردند. برادر آدریان، پیتر (۱۶۷۸–۱۷۱۴)، وکیلی با نفوذ در هارلم بود. رلاند برای اولین بار در ۱۱ سالگی زبان لاتین را در آمستردام آموخت و در سال ۱۶۹۳ در ۱۷ سالگی در دانشگاه اوترخت، در رشته الهیات و فلسفه ثبت نام کرد. او که در ابتدا به زبان عبری و سریانی علاقه داشت، بعدها شروع به مطالعه عربی کرد. در سال ۱۶۹۹، پس از اخذ مدرک دکترای خود در اوترخت، به لیدن نقل مکان کرد و معلم پسر هانس ویلم بنتینک، ارل اول پورتلند شد. ارل دوم پورتلند از او دعوت کرد که به انگلستان برود، اما رلاند به دلیل وخامت حال پدرش نپذیرفت.

## تحصیل
در سال ۱۶۹۹، رلاند استاد فیزیک و متافیزیک در دانشگاه هاردرویک منصوب شد. در این مرحله از زندگی، او به دانش خوبی از زبان‌های عربی، عبری و دیگر زبان‌های سامی دست یافت. در سال ۱۷۰۱، در سن ۲۵ سالگی، به عنوان استاد زبان‌های شرقی در دانشگاه اوترخت منصوب شد. او در سال ۱۷۱۳ به تدریس زبان‌های باستانی عبری نیز پرداخت. بعدتر جایگاه او به کرسی دوران باستان یهودی ارتقا یافت.
رلاند به دلیل تحقیقات خود در مطالعات اسلامی و زبان‌شناسی شهرت یافت. فعالیت او زبان‌شناسی تطبیقی است. علاوه بر این، او به مطالعه زبان فارسی پرداخت و به ارتباط اساطیر شرقی با عهد عتیق علاقه‌مند بود. او در سال ۱۷۰۸ اثری دربارهٔ اسطوره‌های آسیای شرقی به نام "سه فصل از پایان‌نامه‌های متفرقه" منتشر کرد. علاوه بر این، او پیوند زبان مالایی را با فرهنگ لغت‌های غربی اقیانوس آرام "ویلم شوتن" و "ژاکوب لو مایر" کشف کرد.

## تحقیق دربارهٔ خاورمیانه
رلاند، از طریق گردآوری متون عربی، دو جلد از "دربارهٔ دیانت محمدی" را در سال ۱۷۰۵ تکمیل کرد. این اثر، که در سال ۱۷۱۷ گسترش یافت، اولین بررسی عینی از عقاید و اعمال اسلامی در نظر گرفته شد و به سرعت به یک اثر مرجع در سراسر اروپا تبدیل شد و به هلندی، انگلیسی، آلمانی، فرانسوی و اسپانیایی ترجمه شد.
رلاند همچنین به‌طور گسترده در خاورمیانه و جغرافیای کتاب مقدس تحقیق کرد و به مردم سامی فلسطین علاقه نشان داد. او کتاب‌های "آثار باستانی کلیسای عبری باستان" (۱۷۰۸) و "فلسطین از آثار باستانی به تصویر کشیده شده‌است" (۱۷۱۴) را منتشر کرد که در آن‌ها جغرافیای دوران کتاب مقدس فلسطین را توصیف و ترسیم کرد.
رلاند در تمام عمر خود مقام استادی خود را حفظ کرد و علاوه بر آن شاعری برجسته شد. در سال ۱۷۱۸ در سن ۴۱ سالگی بر اثر آبله در اوترخت درگذشت.

## گزیده آثار منتشر شده

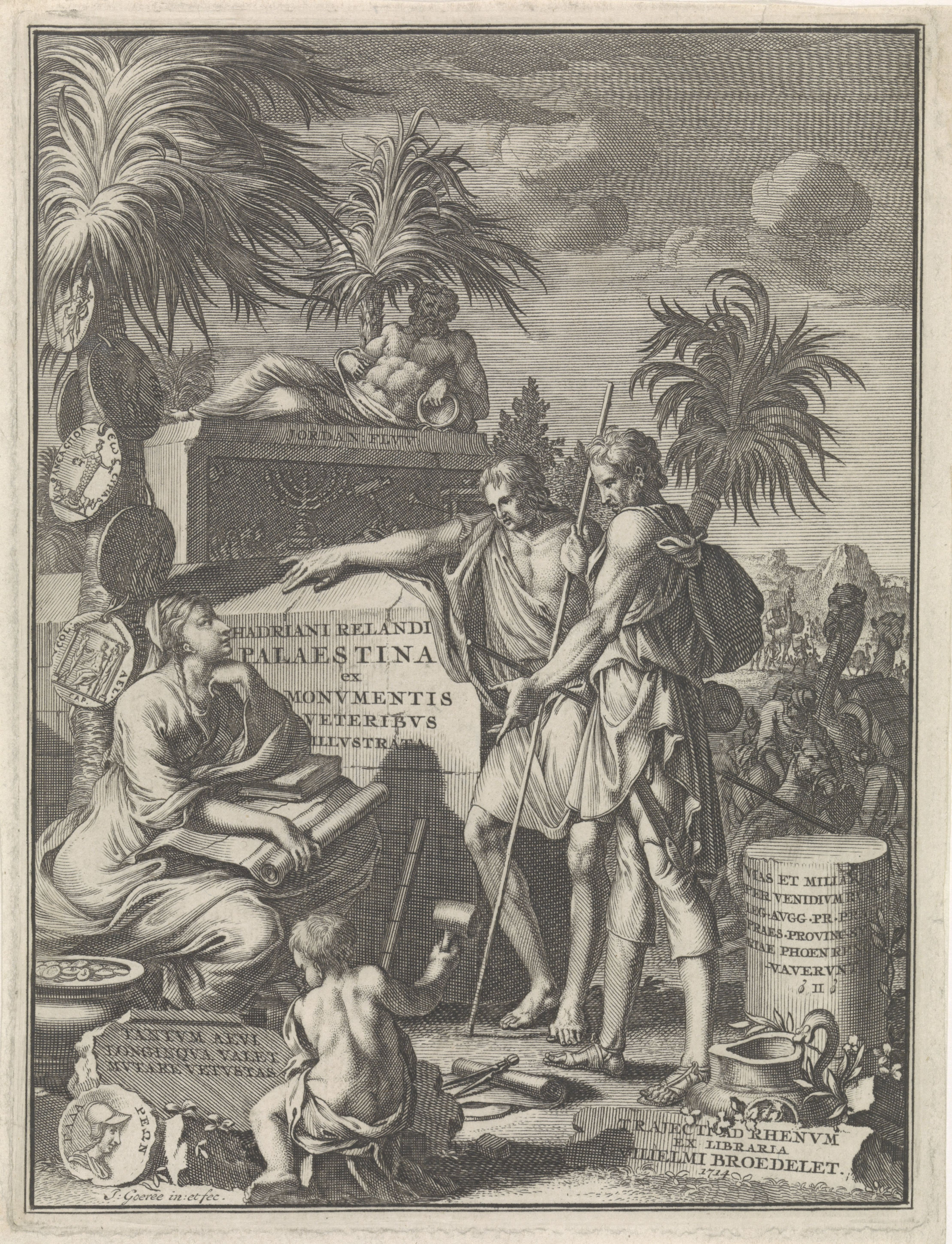
نمایی از فلسطین آدریان رلند که از آثار و سوابق باستان به تصویر کشیده شده‌است

- دوگانه "دربارهٔ دیانت محمدی" اولین تلاش یک اروپایی برای توصیف سیستماتیک اعمال مذهبی اسلامی. اوترخت ۱۷۰۵، ۱۷۱۷
  - ترجمه هلندی رساله‌ای در مورد مذهب ماهومتان و همچنین در مورد حکومت نظامی که در زمان جنگ علیه مسیحیان استفاده می‌کردند، اوترخت ۱۷۱۸.
  - ترجمه انگلیسی "دین ماهومتان"، دو کتاب. لندن ۱۷۱۲.
  - ترجمه آلمانی: "دین مسلمانان"، هانوفر ۱۷۱۶، ۱۷۱۷.
  - ترجمه فرانسوی: "مذهب ماهومتان‌ها توسط پزشکان خود افشا شد"، با توضیحاتی در مورد نظراتی که به دروغ به آن‌ها نسبت داده شده‌است، لاهه ۱۷۲۱.
- "فلسطین از آثار باستانی به تصویر کشیده شده‌است" بررسی دقیق جغرافیایی فلسطین از کتاب مقدس، که به زبان لاتین نوشته شده‌است. منتشر شده توسط ویلم برودلت، اوترخت 1714.[۸][۹]
  - ترجمه هلندی: "فلسطین روشن شد"، یا "در کشور یهود قرار دارند".
- "مجموعه خاخامی"، اوترخت، ۱۷۰۲، ۱۷۲۳.
- سه بخش از "پایان نامه‌های متفرقه". اوترخت ۱۷۰۶–۱۷۰۸، ۳ تیل.
- "آثار باستانی مقدس عبرانیان اولیه". Utrecht 1708, 3. uppl. 1717، ۱۷۴۱.
- "سکه‌های عبرانیان باستان"، اوترخت ۱۷۰۹.
- "مقدمه‌ای مختصر بر دستور زبان عبری آلتینگی". اوترخت ۱۷۱۰، 1722.[۱۰]
- "حکیم طبیعی"، ترجمه هلندی از رمان عربی ابن‌طفیل حی بن یقضان. چاپ شده توسط پیتر ون در ویر، آمستردام ۱۷۰۱.
- "گالاتیا یک بازی شاعرانه"، مجموعه‌ای از مرثیه‌های عاشقانه لاتین که باعث شهرت رلاند به عنوان یک شاعر نئولاتین شد. آمستردام ۱۷۰۱.

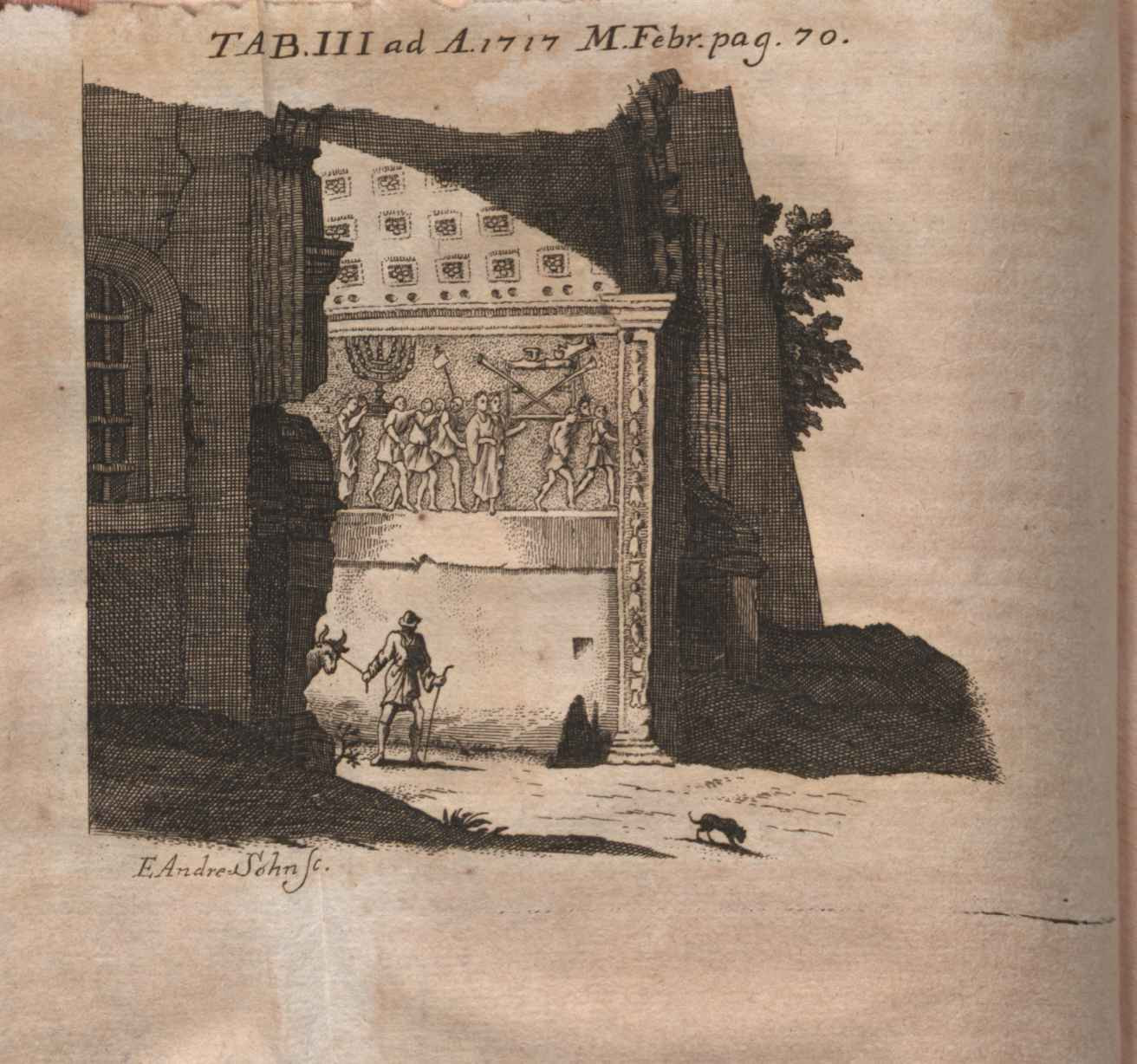
تصویری از آدریان رلاند در مورد غنایم معبد اورشلیم، منتشر شده در آکتا ارودیتوروم، ۱۷۱۷

## نگارخانه

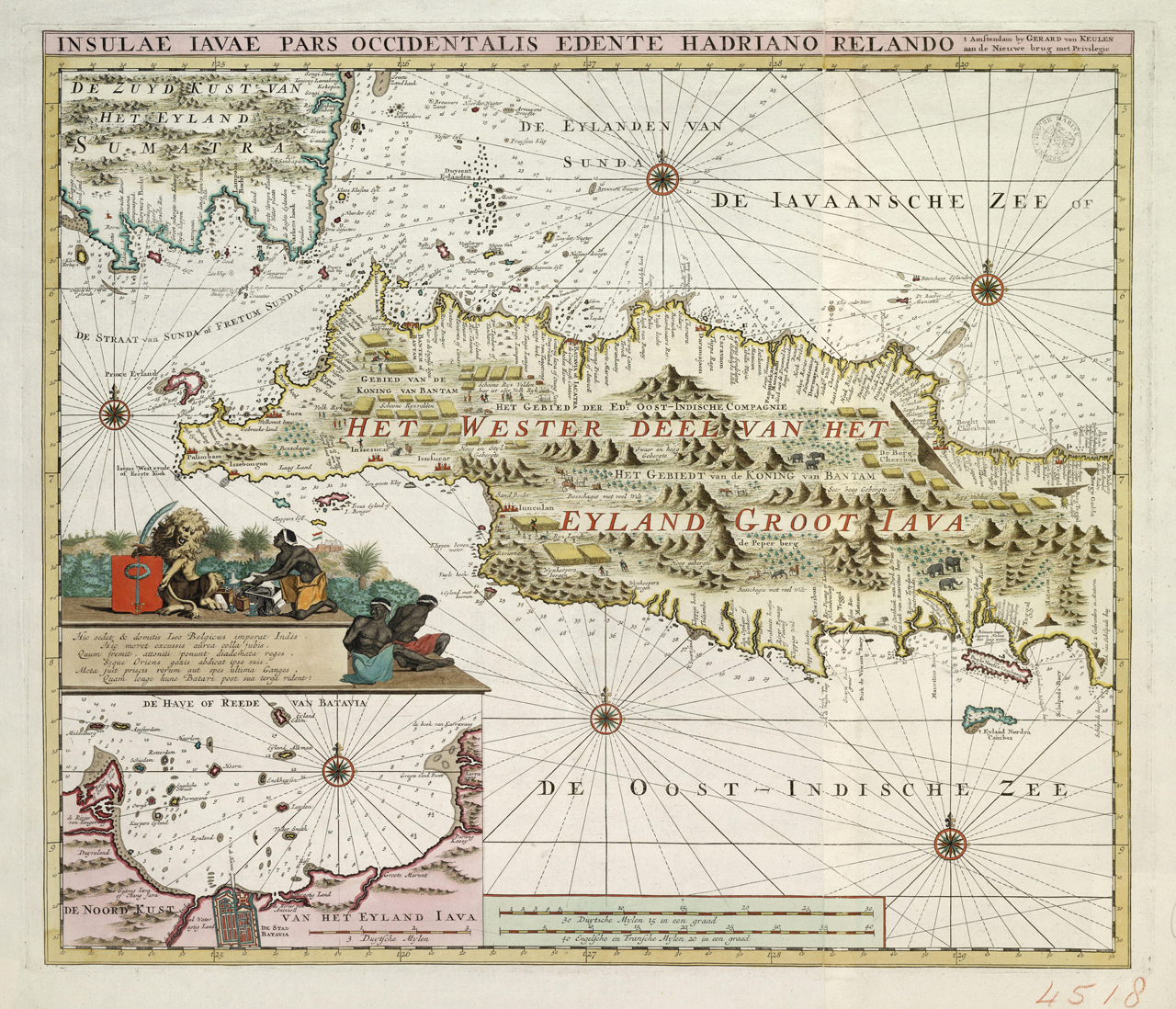
نقشه جاوه غربی، ۱۷۱۸ میلادی، اثر آدریان رلاند.

## کتابشناسی

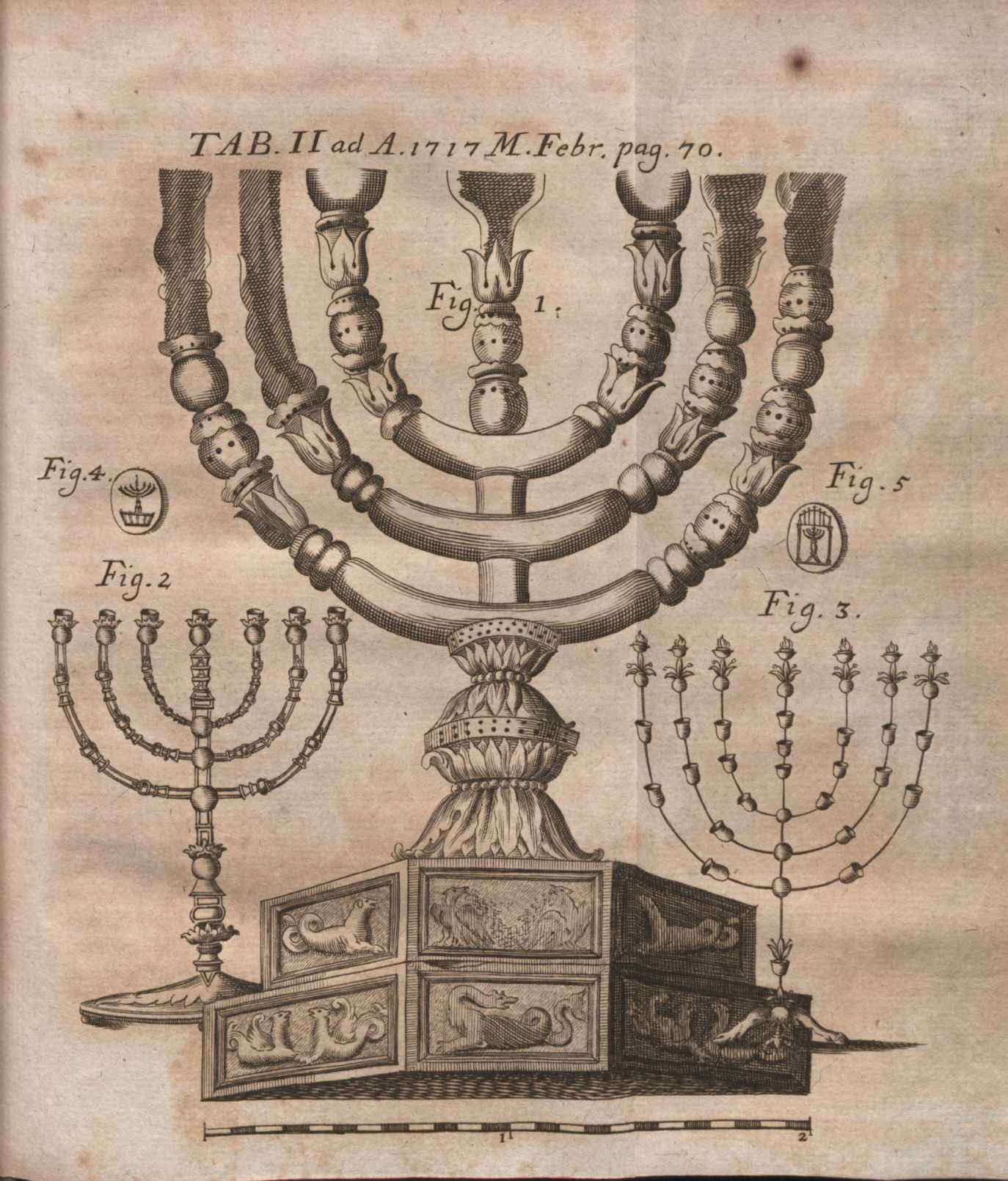
تصویر از نقد آدریان رلاند دربارهٔ معبد شوالیه‌های هوسپیتالر، انتشار یافته در نشریهٔ آلمانی "Acta Eruditorum"، در ۱۷۱۷ میلادی

- جاسکی، بارت و همکاران، ویراستاران. شرق در اوترخت: آدریان رنالد (۱۶۷۶-۱۷۱۸)، عرب شناس، نقشه‌نگار، باستان شناس و محقق دین تطبیقی. منتشر شده توسط انتشارات بریل، ۲۰۲۱، http://www.jstor.org/stable/10.1163/j.ctv1v7zb8g . دسترسی یافته در ۱۵ می ۲۰۲۲.